# Tweede melkmolaar
De tweede melkmolaar bevindt zich in het melkgebit, direct achter de eerste melkmolaar. Daarmee is het de tand die het meest naar achter geplaatst is. In totaal zijn er vier tweede melkmolaren, twee in elke kaak, één per kwadrant. Qua kenmerken en functie lijken de melkmolaren op de molaren in een volwassen gebit. Ze zijn erop gebouwd om voedsel te vermalen, en daarom op vroege leeftijd nog niet onmisbaar.

## Ontwikkeling
De melkmolaren worden vaak als een van de laatste zichtbaar in de kindermond, en dat geldt in het bijzonder voor de tweede melkmolaar. In het 10 à 13de levensjaar worden de melkmolaren gewisseld voor de premolaren. Alle melktanden zijn dan uit het gebit verdwenen. Pas na het 10 à 13de levensjaar komen de molaren in het gebit.

## Internationale tandnummering
De internationale tandnummering geeft iedere tand een nummer, gebaseerd op het kwadrant en de precieze plaats vanaf het midden. Hieronder zijn de nummers van de tweede melkmolaren in een melkgebit gegeven.
- Rechtsboven: 55
- Linksboven: 65
- Linksonder: 75
- Rechtsonder: 85

Het systeem dat hier wordt aangehouden, wijkt veel af van de nummering van het volwassen gebit. Daarin staat de eenheid 5 namelijk voor de tweede premolaar, maar deze tand ontbreekt geheel in het melkgebit. Omdat hierover makkelijk verwarring kan ontstaan, worden de eerste melkmolaren ook dikwijls aangegeven met V (het romeinse cijfer 5).